# Красная Ляга
Красная Ляга — исчезнувшее село в Каргопольском районе Архангельской области. Находилось к югу от Кучепалды у небольшого круглого карстового озера, которое исчезло. В середине XIX века в Красной Ляге было 30 дворов, в которых проживал 191 человек.

## История
Ещё относительно недавно представляло собой конгломерат из трёх деревень:  Шейна (Шеино), Зенкова (Заляжий), Красноляжский приход (включал деревни Кучепалду, Максимовскую и Часовенскую).
В селе стоит самая древняя церковь Каргопольского района — Сретенско-Михайловская (1655). Шатровая, в 1894—1895 годах церковь обшита необычной, плотной, некогда ярко окрашенной внешней обшивкой с эклектичным декором. Церковь в плачевном состоянии; внутреннее убранство почти не сохранилось. 
Рядом со Сретенской находилась церковь Рождества Богородицы XVII в., с теплой трапезной "во имя Параскевы Пятницы". Церковь сгорела в 1864 году, и её внешний вид не известен. Вместо неё с 1872 г. (освящена в 1880 г.) строилась новая церковь с Успенским и Пятницким приделами. Основного объем церкви был выполнен в виде двусветного четверика с четырехскатной кровлей с малыми главками по углам, в центре кровли возвышался малый восьмерик с главой на невысоком барабане. К основному объему с востока примыкала пятигранная алтарная апсида увенчанная главкой, а с запада - последовательно уменьшающиеся по ширине трапезная, колокольня и притвор, трапезная и притвор с двускатными кровлями. Небольшая по размерам колокольня имела типа восьмерик на четверике, с открытым ярусом звона. В советское время Рождественская церковь была перевезена в Печниково, где с использованием её брёвен было построено здание мастерских.

## Достопримечательности

Сретено-Михайловская церковь 1655 года
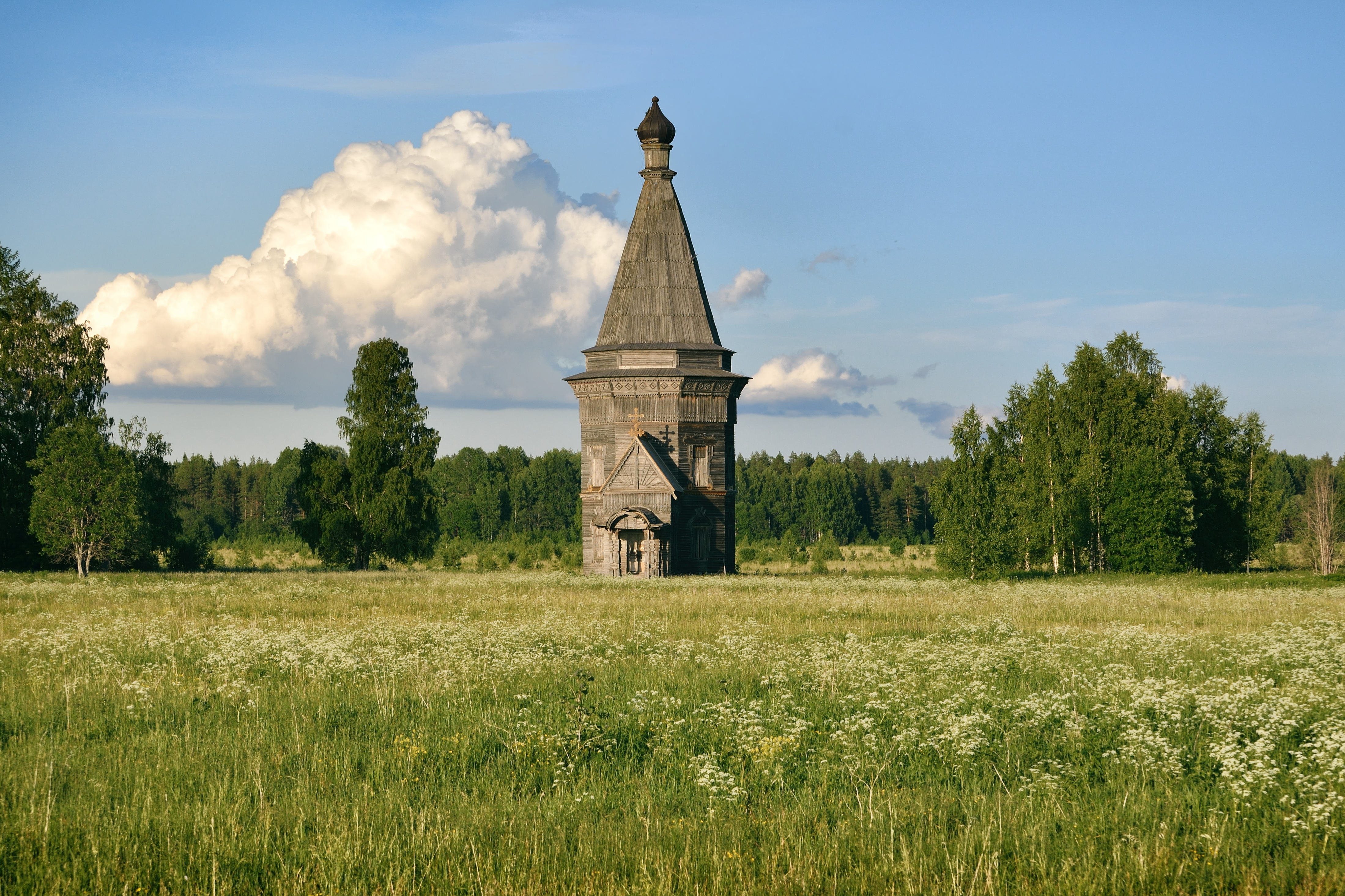
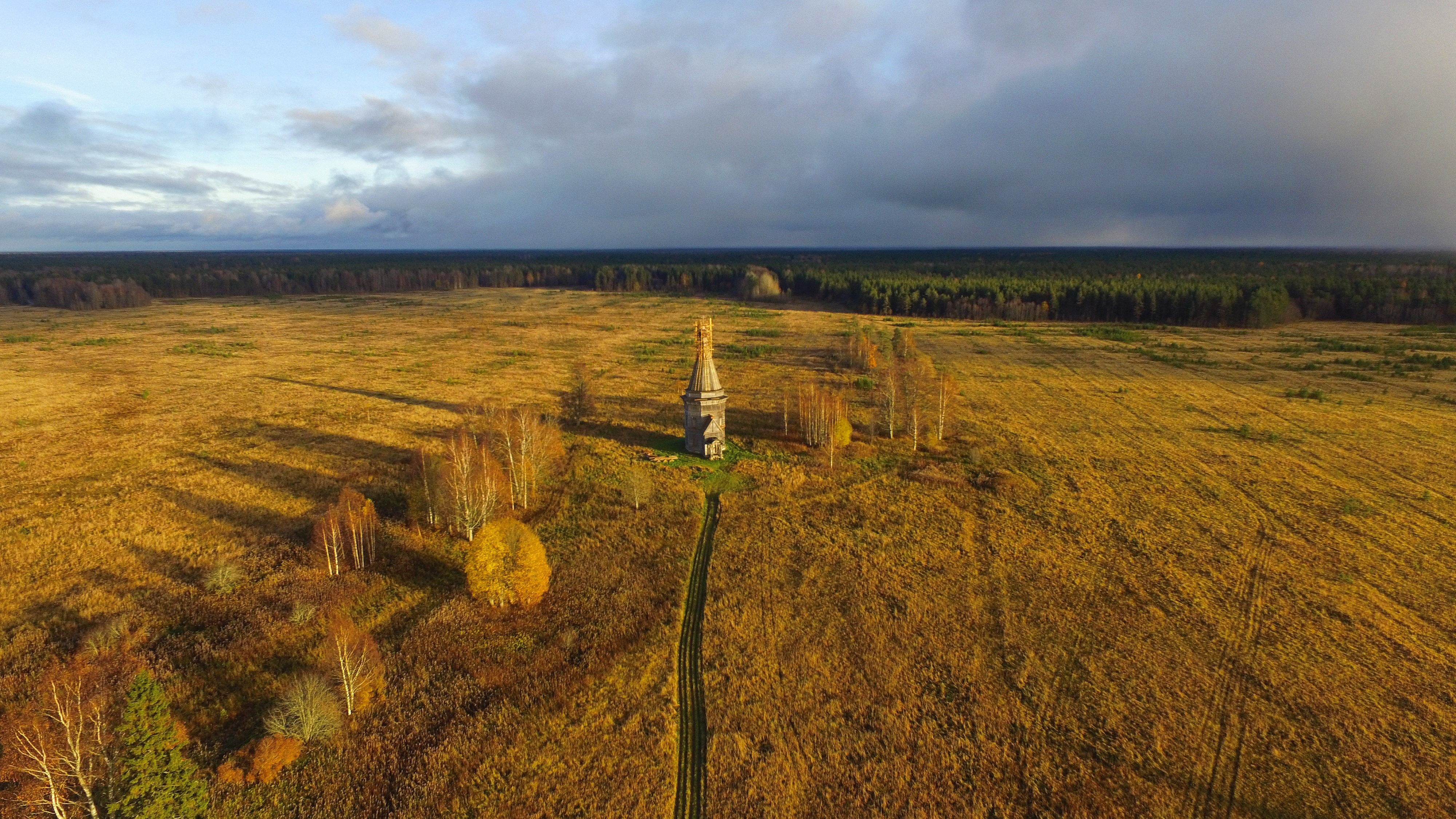
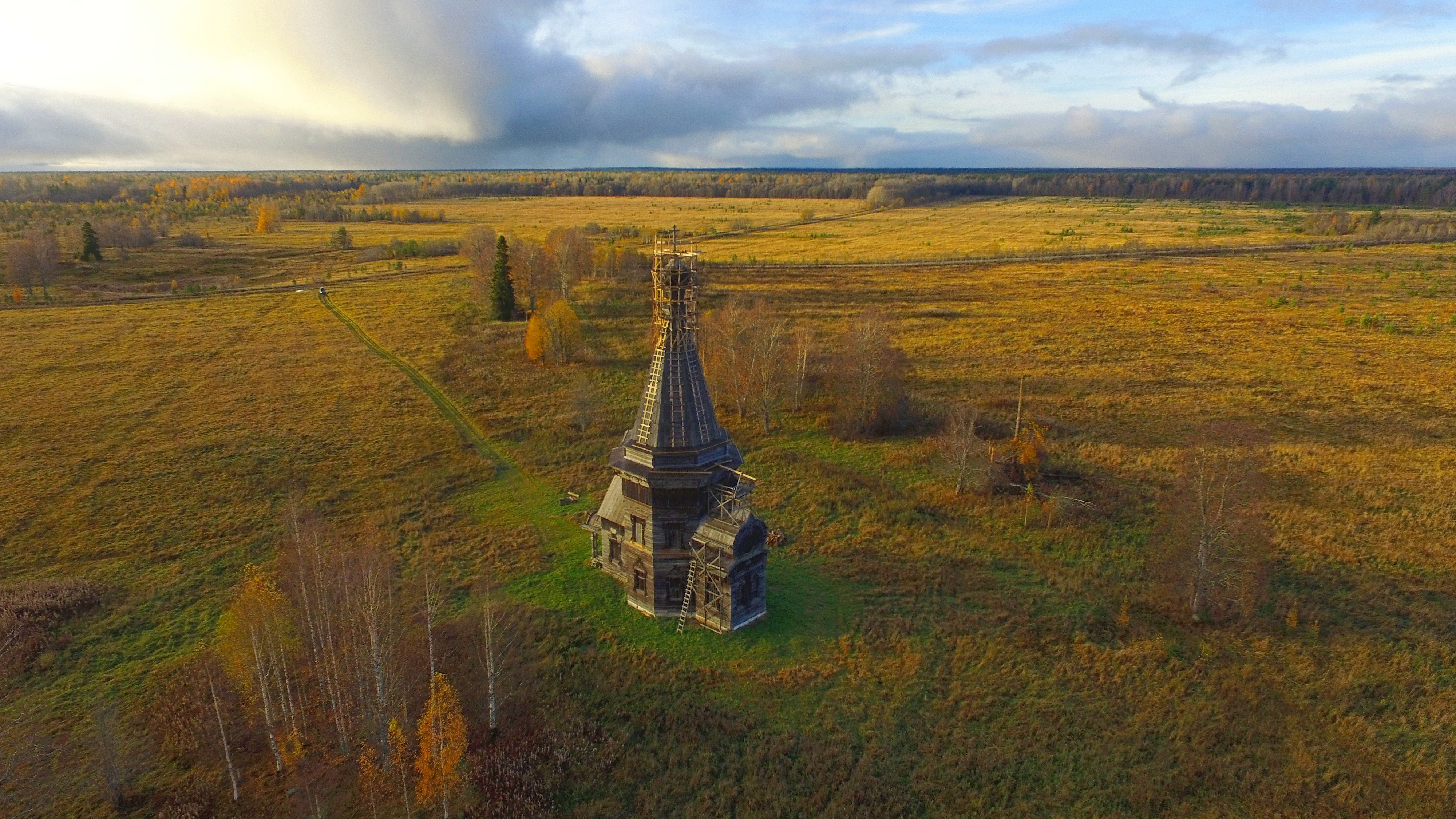
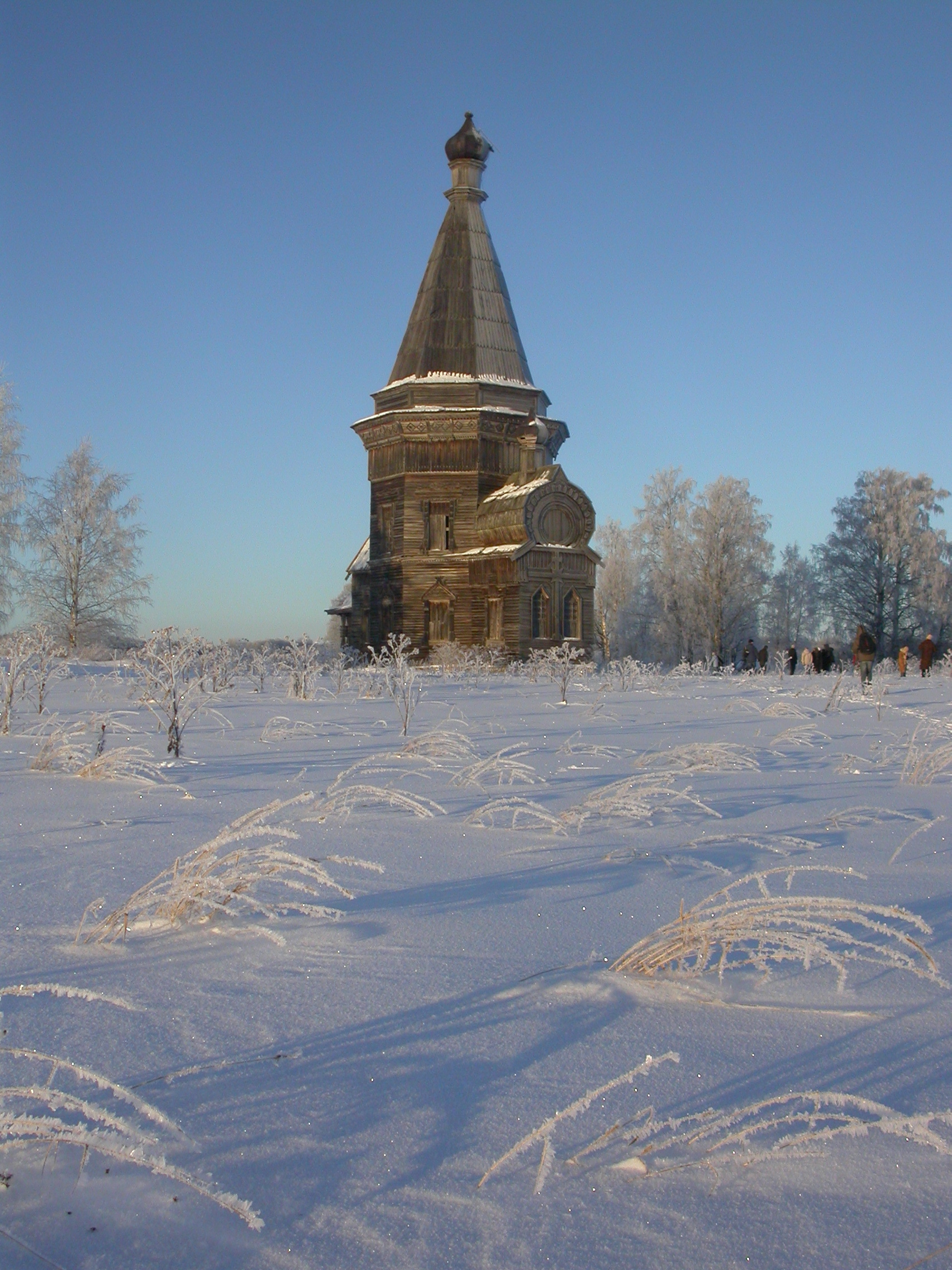